# Michael Tigar
Pour les articles homonymes, voir Tigar.
Michael E. Tigar, né en 1941 aux États-Unis, est un avocat réputé dans son pays pour avoir défendu un grand nombre de procès médiatisés sujets à controverse. Au cours de sa carrière, il a notamment assuré la défense de Angela Davis, John Connally, et Terry Nichols (accusé dans le procès relatif à l'attentat d'Oklahoma City en 1995). Il a également présenté sept affaires devant la Cour suprême des États-Unis, touchant à la liberté d'expression, les droits de l'accusé, et la peine capitale. Il a plaidé dans de nombreuses autres affaires devant les différents tribunaux fédéraux.

## Formation et début de carrière
Michael Tigar a obtenu en 1962 son Bachelor of Arts de l’université de Californie à Berkeley. En 1966, le Boalt Hall School of Law de l’université de Californie, la faculté de droit à Berkeley, lui a délivré le diplôme de docteur en droit (Juris Doctor). Il finit major de sa promotion. 
Au cours de ses premières années universitaires, il est élu au bureau des étudiants sous l’égide du mouvement de gauche SLATE (en), prônant la liberté d'expression. À la faculté de droit, il tient également le rôle de rédacteur en chef de la revue juridique California Law Review (en) de la faculté.
Appelé par William J. Brennan, Jr., juge de la Cour suprême des États-Unis, pour être assistant de justice, Michael Tigar se verra renvoyé dans la même semaine sous la pression exercée par certains conservateurs qui n’admettent pas ses convictions et ses activités politiques. Monsieur Brennan avouera, par la suite, que Michael Tigar est un homme sans cesse à la recherche de la justice, et dont le désir ultime est d’atteindre la perfection.

## Carrière juridique
Michael Tigar a poursuivi sa carrière juridique en qualité d’associé du cabinet d’avocats Williams & Connolly à Washington (1976–78), où il travaillait en étroite collaboration avec le légendaire avocat Edward Bennett Williams. Puis il a créé, en partenariat avec Samuel Buffone, son propre cabinet Tigar & Buffone. Depuis 1996, il exerce sa profession d’avocat aux côtés de son épouse.
Michael Tigar est professeur de droit émérite au Washington College of Law de l’American University, et professeur émérite à Duke Law School en Caroline du Nord. Il était président de la chaire Joseph D. Jamail de l'université du Texas. Enfin, il a été professeur invité à la Faculté de droit et de sciences politiques de l'université Aix-Marseille 3 Paul-Cézanne ainsi que dans d’autres facultés de droit du monde entier.
Durant sa carrière d’enseignant, il a dirigé bon nombre d’étudiants et membres de clinicats, chargés de défendre et représenter les intérêts de personnes à faibles ressources dans des dossiers impliquant le non-respect de libertés fondamentales ou des droits de l'homme. 
Il s’est également rendu à de nombreuses reprises en Afrique du Sud pour travailler auprès d’organisations regroupant des avocats africains engagés dans la lutte contre l’apartheid. Dès la libération de Nelson Mandela, il intervient dans plusieurs conférences sur les droits de l’Homme et avise le Congrès national africain sur les problématiques touchant à la rédaction d’une nouvelle constitution. 
Il a également été activement impliqué dans les efforts de poursuite de la junte chilienne, notamment contre l’ancien président Pinochet. 
En 1999, les avocats de Californie pour la Justice Criminelle ont effectué une étude pour élire l’avocat du siècle. Monsieur Tigar est arrivé en troisième position derrière Clarence Darrow et Thurgood Marshall. En 2003, le Projet texan pour les droits civils nommait son nouvel établissement à Austin au Texas « centre des droits de l’Homme Michael-Tigar ». 
Il est l’auteur de plus d'une douzaine de livres, dont Thinking About Terrorism: The Threat to Civil Liberties in a Time of National Emergency, Fighting Injustice, Examining Witnesses (2e éd.), Persuasion: The Litigator's Art, and Law and the Rise of Capitalism (2e éd.). Il est également l’auteur de trois pièces de théâtre et de nombreux articles juridiques parus dans des journaux spécialisés.

## Causes célèbres
- Avocat des familles d'Orlando Letelier et Ronni Moffitt, assassiné à Washington par les agents du junte chilienne.
- Avocat dans l'affaire des « Ilois » anciens habitants de l'île Diego Garcia.
- Avocat pour les victimes de torture et disparition au Chili.
- Lynne Stewart, accusée de complot et d’avoir fourni un soutien matériel à des organisations terroristes
- Terry Nichols, accusé dans l’attentat de la ville d’Oklahoma City
- Angela Davis, activiste accusée de meurtre, enlèvement et complot
- Kiko Martinez, activiste anglo-mexicaine
- John Demjanjuk, immigrant ukrainien accusé d’être Ivan le Terrible, gardien de camp de concentration dont la condamnation en Israël a été annulée.
- Scott McClellan, tenu de témoigner devant le Congrès américain pour le rôle qu’il a joué dans les fuites survenues à la CIA lors de l’administration Bush sur l’identité de l’ancien agent Valerie Plame.
- Fernando Chavez, fils du célèbre dirigeant syndicale César Chávez, pour avoir refusé d'entrer dans l’armée américaine lors de la guerre du Viêt Nam, et acquitté dans un procès où César Chavez a témoigné sur la lutte des travailleurs dans le domaine de l’agriculture.
- Avocat pour de nombreux syndicats et membres de syndicats, dans des procès concernant leur liberté d'expression.
- Ronald Dellums, membre de la Chambre des Représentants
- En plus de la défense de clients activistes, il fut le défenseur des sénateurs Kay Bailey Hutchison, républicain, John M. Murphy ainsi que des sociétés Fantasy Films et Mobil Oil.